# 約西皮夫卡 (茲多爾布尼夫區)
50°25′9″N 26°14′21″E / 50.41917°N 26.23917°E
約西皮夫卡（烏克蘭語：Йосипівка），是烏克蘭西北部的村莊，隸屬里夫內州的里夫內區。該村面積3.7平方公里，海拔高度223米，2001年人口129，人口密度每平方公里34.9人。